# American Rescue Workers
American Rescue Workers (ARW) är en kristen hjälporganisation och trossamfund bildad 1884 av Thomas E Moore.
Året därpå registrerades man officiellt av de amerikanska myndigheterna som Salvation Army of America. Som detta namn visar var man en utbrytargrupp från Frälsningsarmén, vars grundare William Booth man råkat i delo med. Det nuvarande namnet antogs 1913.
ARW har sitt huvudkvarter i Williamsport, Pennsylvania och ger ut tidskriften The Rescue Herald.
Man är anslutna till paraplyorganisationen Christian Holiness Partnership.